# Léonin
Léonin (fl. ca. 1150 – ca. 1201; auch Leoninus) war Magister an der Klosterkirche und Kathedrale zu Notre Dame in Paris und einer der wichtigsten Vertreter der Notre-Dame-Schule.
Léonin war Wegbereiter der Mehrstimmigkeit. Seine zweistimmige Musik hat als Grundlage eine gedehnte liturgische Melodie, dazu kamen freikomponierte Oberstimmen in bewegter Rhythmik. Vor allem sein Werk Magnus liber organi (Großes Buch der Organa) ist ein Meilenstein der frühen mehrstimmigen Musik. Enthalten sind vor allem (zweistimmige) Organumsätze (etwa Hec dies im Codex Wolfenbüttel 677) und Quartorgana für die Messe und das Offizium. Léonin wurde von Zeitgenossen auch ehrenvoll „Optimus Organista“ genannt.
Léonin war zusammen mit seinem Nachfolger Pérotin der wichtigste Komponist der Notre-Dame-Schule. Genau wie in der Architektur versuchte Léonin seine musikalischen Werke komplexer zu gestalten. Die Musik klang durch die Weiterentwicklung des Parallelorganums zum schweifenden Organum nun flexibler und differenzierter.